# 程夔
程夔（1846年—1890年），谱名锦武，字咏琴，号午坡，安徽省徽州府歙縣槐塘程氏，清朝政治人物、進士出身。
程夔系为两淮盐运使程桓生（1819—1897）与汪氏夫人的第三子，出生于扬州。光绪三年（1877年），参加丁丑科殿試，登進士二甲第3名。同年五月，改翰林院庶吉士。光绪六年四月，散館后，授翰林院編修。1890年因肺痨病逝。